# Rainer Hasler
Pour les articles homonymes, voir Hasler (homonymie).
Rainer Hasler (né le 2 juillet 1958 et décédé le 29 octobre 2014) est un footballeur liechtensteinois évoluant au poste de défenseur. Il a été désigné joueur en or de l'UEFA par la fédération liechtensteinoise alors qu'il n'a jamais joué en équipe nationale.

## Biographie
Il a remporté avec le Servette FC la Coupe de Suisse en 1984 et le Championnat de Suisse en 1985.
En novembre 2003, lors de la célébration du jubilé de l'UEFA, il est nommé Joueur en or du Liechtenstein par la Fédération du Liechtenstein de football.